# Soyapango
Soyapango (bijnaam: 'Soya') is een gemeente en stad in het departement San Salvador in El Salvador. Het is een commercieel centrum, en het huis van een modern winkelcentrum genaamd Plaza Mundo.
De gemeente is de dichtst bevolkte van El Salvador, met 282.000 inwoners op dertig km². Soyapango is tevens de belangrijkste doorgang tussen San Salvador en het oostelijke gedeelte van het land. Per dag reizen er zo’n 70.000 voertuigen door de gemeente. Soyapango staat verder bekend als een bolwerk van de Mara Salvatrucha.
De naam van de stad komt uit het Nahuatl en werd gebruikt door de Pipil in de Spaanse koloniale tijd. Soyat of Zuyat betekent "tropische palmen" en Pango "vallei" of "vlakte", wat samen vertaald wordt als "Vlakte van de tropische palmen".

## Geografie
Soyapango ligt in het midden van het land in het centrale deel van het departement San Salvador. De stad, die bijna de hele gemeente beslaat, ligt op 7 kilometer ten westen van de hoofdstad San Salvador. De gemeente grenst in het noorden  aan de gemeenten Delgado en Tonacatepeque, in het zuiden aan Santo Tomás en San Marcos, in het oosten aan Ilopango en in het westen aan Delgado en San Salvador.
Door de gemeente lopen de rivieren El Acelhuate, El Cañas, Tapachula, Chantecuán, El Sumpa, El Sauce en el Chagüite. Als gevolg van de groei van de bevolking, handel en industrie is een deel hiervan zwaar vervuild met afvalwater en afval. De watervoorziening wordt geregeld door het bedrijf ANDA, maar de watervoorziening is door de grote groei en gebrek aan investeringen steeds slechter geworden.